# さそり (1967年の映画)
『さそり』（さそり）は1967年5月13日に松竹が製作・配給したエロスサスペンス映画。成人映画指定を受けた作品である。佐藤友美のデビュー作である。モノクロ作品。

## あらすじ
スーパーマーケットの経営者野田善平（伊藤雄之助）は、名古屋に出張した時ブルーフィルムを見た。それは善平に浮気心を起こさせるのに十分であった。その後、一夜のアバンチュールを楽しもうと善平はそこの映写係ユキ（佐藤友美）を連れ出した。帰京の予定日が来ても、善平は妻（菅井きん）に仮病の電話をかけ、ユキとホテルに泊まり続けていた。数日後、善平はユキに金を払って帰京した。善平にとってはただの浮気だった。ところが、ユキが善平の後を追って上京してきたことから、善平は結局、彼女を囲い者にしたのだった。彼は、ユキの存在が妻にバレるのを恐れていたが、そんなある日、東京に働いているユキの幼な友達順一（石立鉄男）が、ユキを訪ねてきたのである。順一がユキのヒモになるのには、大して時間はかからなかった。一方、善平はユキの要求する金額が増えていくので別れる決心をしたが、ユキと順一の仲を知って逆上し、反対に順一に殺されてしまった。それは過失致死ではあったが、あまりのことに茫然自失した二人は一緒に、善平の死体を自殺に装って、逃走した。そして、善平から無心した金が無くなると、ユキは当然のように売春婦にまでなり下がっていった。そんなある日、ユキは客を装っていた刑事に、売春現行犯で逮捕された。だが、初犯のために間もなく釈放された。一方警察では、ユキが善平の死と関係があることを知って秘かに捜査を始めた・・・。

## 出演者
- 佐藤友美 : 山根ユキ
- 石立鉄男 : 荒木順一
- 露口茂 : 山下刑事
- 菅井きん : 善平の妻
- 加藤武 : 井上刑事
- 加賀まりこ : 飲み屋の女
- 牟田悌 : 名古屋の男
- 曽我廼家一二三 : 安田
- 浜田滉 : ブルー映画の男
- 比嘉照子 : ガイドガール
- 金原亭馬の助 : 金井
- 呉恵美子 : 善平の娘
- 水木梨恵 : 車中のグラマー
- 江幡高志 : 接待係
- 大泉滉 : ポン引き
- 荒井千津子 : ミニスカートの女
- 桜井センリ : 管理人
- 石橋エータロー : 巡査
- 伊藤雄之助 : 野田善平

## スタッフ
- 監督 : 水川淳三
- 製作 : 小角恒雄
- 撮影 : 笠川正夫
- 脚本 : 野村芳太郎、森﨑東
- 音楽 : 山本直純
- 編集 : 杉原よ志

## 同時上映
- 『情炎』